# Strokaci, Semenivka
Strokaci (în ucraineană Строкачі) este un sat în comuna Puzîri din raionul Semenivka, regiunea Poltava, Ucraina.

## Demografie
Componența lingvistică a localității Strokaci
     Ucraineană (96,92%)
     Rusă (3,08%)
Conform recensământului din 2001, majoritatea populației localității Strokaci era vorbitoare de ucraineană (96,92%), existând în minoritate și vorbitori de rusă (3,08%).